# Allophylus holophyllus
Allophylus holophyllus är en kinesträdsväxtart som beskrevs av Ludwig Radlkofer. Allophylus holophyllus ingår i släktet Allophylus och familjen kinesträdsväxter. Inga underarter finns listade i Catalogue of Life.